# Antonio Valencia
Luis Antonio Valencia Mosquera (Lago Agrio, Ecuador, 4 de agosto de 1985) es un exfutbolista ecuatoriano. Jugaba como lateral derecho o interior derecho. Fue internacional absoluto con la selección de Ecuador, de la que fue capitán y con la que jugó 99 partidos. Con esta disputó los mundiales de Alemania 2006 y Brasil 2014 y las eliminatorias rumbo a los mundiales de Alemania 2006, Sudáfrica 2010, Brasil 2014 y Rusia 2018. 
Es considerado uno de los mejores jugadores en la historia del futbol ecuatoriano en el extranjero, destacándose principalmente en el Manchester United de la Premier League de Inglaterra, equipo en el que fue capitán y el «futbolista más rápido del mundo», alcanzando los 35,1 km/h. Con este equipo levantaría la UEFA Europa League en la temporada 2016-2017, el título más importante de su carrera.

## Trayectoria

### Primeros años
En 1999, un entrenador de su tierra natal lo vio e inmediatamente lo llevó a entrenarse en las canchas de la Federación Deportiva de Sucumbíos.

### Caribe Junior
Llegó a la Federación a los 11 años y permaneció allí cuatro años. A la par, jugaba en el Club Deportivo Caribe Junior, uno de los equipos más conocidos de Lago Agrio, el cual juega los campeonatos de la Segunda Categoría de Ecuador (desde 2006).
Por ese tiempo, una de las ex glorias de El Nacional, José Villafuerte, llegó a trabajar en la zona junto con Perlaza. Con la llegada de Villafuerte, empezó a generarse una migración continua de jugadores. Entonces, el joven también decidió buscar su opción.

### El Nacional
Siguiendo su sueño de ser futbolista profesional llegó a las divisiones formativas de El Nacional. Por su calidad técnica no tuvo problemas para superar las pruebas futbolísticas y quedarse en la categoría Sub-16. 
Por ese tiempo, Fernando "la Fiera" Baldeón, ex figura de El Nacional y ahora entrenador, buscaba jugadores para formar un equipo Sub-20. ‘Toño’ jugó 23 partidos con la Sub-20: pese a ser volante marcó 17 goles. 
A mediados de 2003, el técnico absoluto del El Nacional de ese entonces, Dragan Miranóvic miró un partido de Valencia con Barcelona S.C. en Guayaquil. Bajó al camerino y le dio una orden tajante a Baldeón: “Olvídate de este jugador. Se viene a trabajar conmigo a la Primera”. En el 2003 debuta en Primera División con El Nacional.
Sus éxitos en El Nacional lo catapultaron a la Selección Ecuatoriana. El 27 de marzo de 2005 tuvo un debut envidiable en la Tricolor: marcó dos de los cinco goles con los que el equipo venció a Paraguay, meses después obtuvo el título de campeón del torneo Clausura, en donde estaban David Quiroz, Christian Benítez, Pedro Quiñónez, entre otros.

### Manchester United

#### Temporada 2009-11

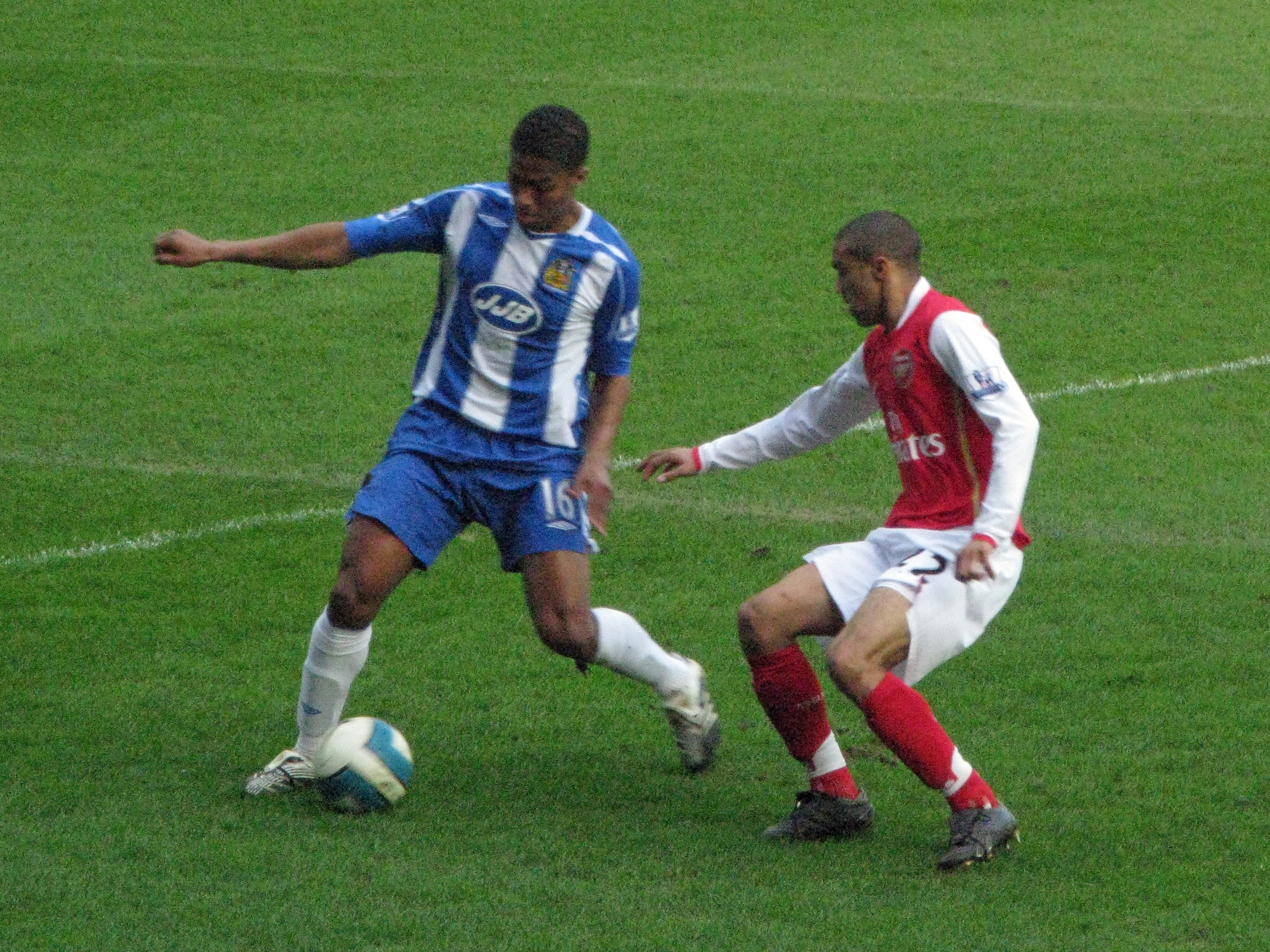
Antonio Valencia de Wigan defendido por Gael Clichy del Arsenal.

Aunque sus apariciones le valieron la nominación al premio de la FIFA como el Mejor jugador joven, Valencia era solamente un jugador secundario en el Villarreal y había asistido al torneo después de una exitosa temporada a préstamo con el Recreativo Huelva de la Segunda División española. Fue necesario otro préstamo para que arribara al Wigan, sin embargo, Antonio causó una muy buena impresión en la primera campaña de la Liga Premier, donde los Latics se lucieron, y se transfirió de manera permanente al JJB Stadium cuando Steve Bruce sustituyó a Jewell. Durante sus tres temporadas con el Wigan, Valencia tuvo 83 apariciones, anotó siete veces y atrajo la atención de varios clubes más importantes., se mudó a Old Trafford en el verano de 2009 por 18 millones de euros.

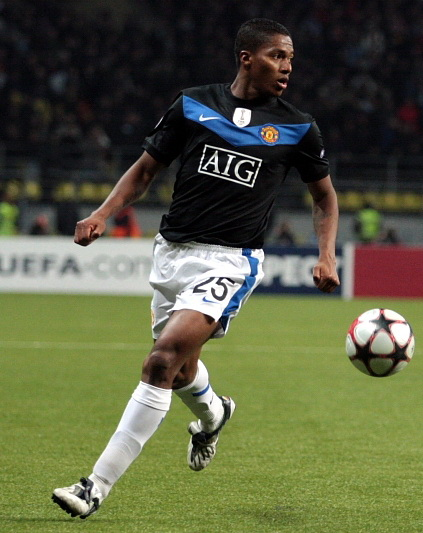
Antonio Valencia durante un partido contra el PFC CSKA Moscú en 2009.

Su transferencia al United acortó su estancia programada de tres años en el Wigan Athletic, donde despertó el vivo interés del director técnico, Paul Jewell, al realizar una serie de actuaciones impresionantes en la media central en la campaña de Ecuador en la Copa Mundial de Fútbol de 2006.
El 30 de junio de 2009, Valencia se convirtió en la primera firma de verano del Manchester United, tras haber cortado sus vacaciones cortas para tener un médico con el club. Firmó un contrato de cuatro años por una cuota no revelada, que se rumorea en la región de £ 16 millones.
El 29 de julio de 2009, hizo su debut con United y marcó su primer gol, compensando a United en el segundo lugar en una victoria por 2-1 ante Boca Juniors en la Copa Audi. Hizo su debut competitivo para el Manchester United en la FA Community Shield de 2009, cuando entró por el lesionado Nani en el minuto 62. El 17 de octubre de 2009, anotó su primer gol competitivo para el club, anotando segundo de United en la victoria de la liga 2-1 contra Bolton Wanderers. Su primer gol en la UEFA Champions League tuvo lugar cuatro días después en una victoria por 1-0 ante el CSKA de Moscú.
Valencia dio la asistencia para el gol de Wayne Rooney en la final de la Copa de la Liga de Inglaterra 2009-10 contra el Aston Villa el 28 de febrero de 2010, fue nombrado el jugador del partido donde ganaron 2-1. El 25 de abril de 2010, Valencia fue incluido en el Equipo Ideal de la Premier League del Año de PFA en su primera temporada para el club junto a sus compañeros Patrice Evra, Darren Fletcher y Wayne Rooney.

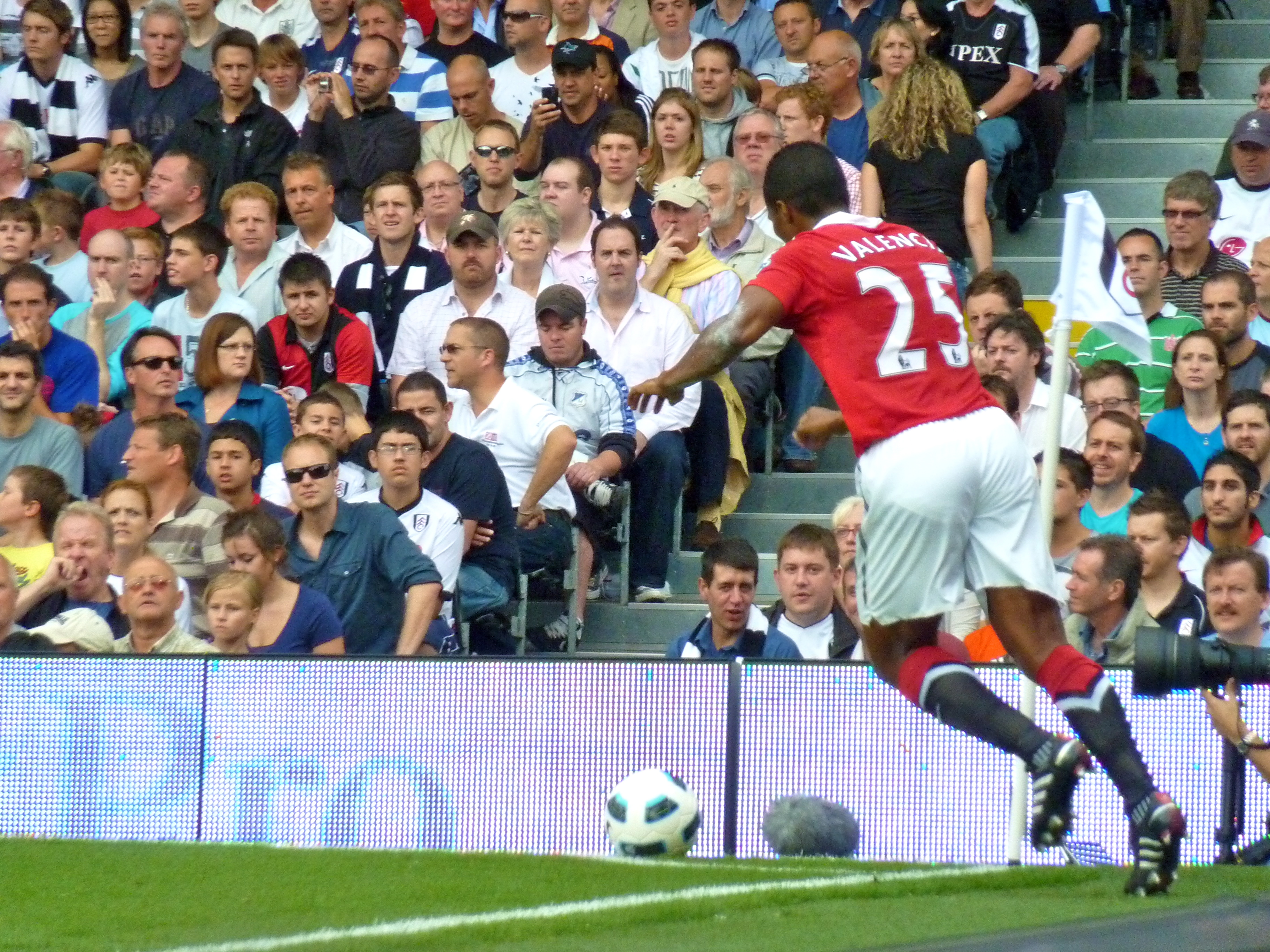
Valencia cobrando un saque de esquina.

Valencia remató un tiro de esquina en el empate 2-2 a Fulham el 22 de agosto de 2010. El 8 de agosto de 2010, Valencia anotó el primer gol de United en su victoria por 3-1 sobre el Chelsea FC en la Community Shield 2010. Las esperanzas de que se repitieran los éxitos de la estupenda primera temporada se hicieron añicos cuando Antonio sufrió una terrible lesión en el tobillo en el empate del United ante los Rangers de la Liga de Campeones, en septiembre de 2010. Sin embargo, Valencia recuperó de manera vertiginosa su condición física en escasos seis meses.
Jugó su primer partido de vuelta de la lesión contra el Arsenal en la FA Cup sexta ronda el 12 de marzo de 2011. El 9 de abril de 2011, anotó su primer gol de la liga de la temporada en la victoria en casa 2-0 sobre Fulham. Días después, anotó el primer gol en la victoria por 4-1 del United contra el equipo alemán Schalke 04 en la segunda vuelta de la semifinal de la UEFA Champions League 2010-11, en la que fue seleccionado como jugador del partido. Se convirtió en el primer jugador ecuatoriano en ganar la medalla de la Premier League, en la temporada 2010-11. Valencia fue titular en la derrota de United por 3-1 ante el Barcelona en la final de la Liga de Campeones de la UEFA 2010-11 en el estadio de Wembley.

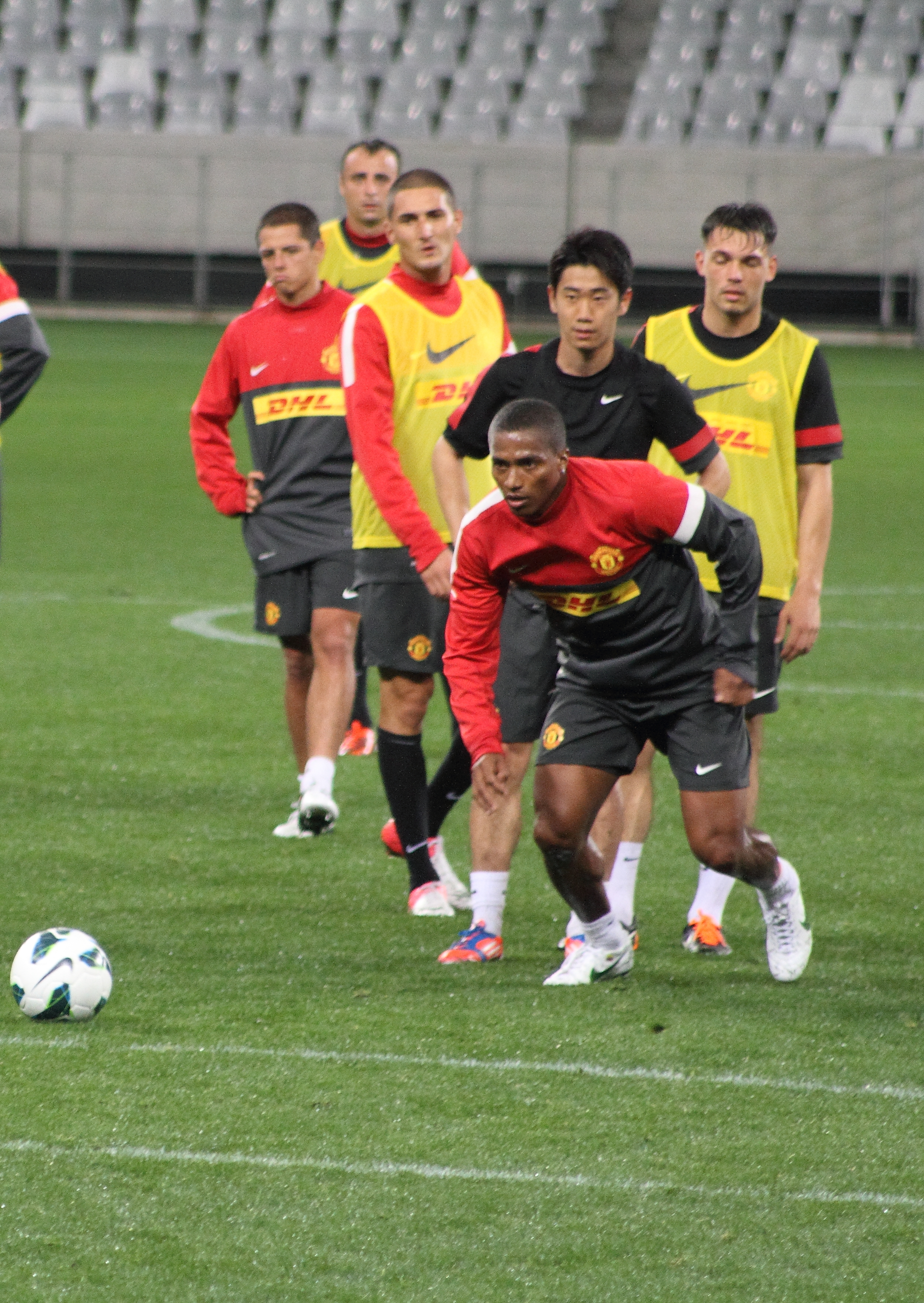
Antonio Valencia entrenando junto a Shinji Kagawa.

#### Temporada 2011-12
El 1 de agosto de 2011, Valencia acordó un nuevo contrato de cuatro años con el Manchester United, manteniéndolo en el club hasta el verano de 2015. Antes del inicio de la temporada 2011-12, Valencia recuperó una lesión de tobillo en servicio internacional con Ecuador en la Copa América durante el verano. Se perdió toda la gira de pretemporada de United en los Estados Unidos debido a la lesión. También se perdió el primer mes de la temporada debido a la falta de aptitud del partido. Valencia hizo su primera salida de la temporada en el Benfica en el primer partido de la fase de grupos de la UEFA Champions League. El 18 de septiembre de 2011, volvió a la acción de la Premier League, en sustitución de Chris Smalling lesionado en la derecha en la victoria por 3-1 contra el Chelsea. Luego continuó jugando nuevamente en los próximos tres partidos contra Leeds United en la Copa de la Liga, lejos en Stoke City, y en casa contra Norwich City en la Premier League. Valencia anotó su primer gol de la temporada, en la cuarta ronda de la Copa de la Liga contra Aldershot Town, recibiendo la pelota en medio del parque y luego girando y disparando desde 25 yardas para sellar una victoria por 3-0.
Valencia anotó primer en la Liga de Campeones contra Oţelul Galaţi el partido terminó 2-0. El 26 de diciembre de 2011, el Valencia marcó el cuarto gol del Manchester United en una victoria por 5-0 frente al Wigan Athletic. El balón recibió la pelota en el lado derecho del área y remató un disparo a través de la portería. El 22 de enero de 2012, el Valencia anotó el primer gol contra el Arsenal con un cabezazo, antes de configurar Danny Welbeck para ganar el juego 2-1. El 2 de abril de 2012, en su 100.ª aparición para el club en todas las competiciones, el Valencia anotó el primer gol en una victoria por 2-0 ante el Blackburn Rovers, agitando el balón de Paul Robinson y dentro de la esquina, cinco minutos más tarde, Valencia estableció el segundo gol de Ashley Young.
Valencia recibió a Sir Matt Busby Jugador del Año y Jugador de los Jugadores del Manchester United por sus contribuciones en la temporada 2011-12. También ganó el Manchester United Goal de la temporada por su gol contra el Blackburn Rovers el 2 de abril de 2012.

#### Temporada 2012-13
Desempeñó un papel clave cuando los Rojos recuperaron el título de la Liga Premier lo que lo convirtió en campeón de liga por primera vez y finalizó una campaña enrevesada con las consiguientes emociones encontradas, ya que inició su primera final de la Liga de Campeones, pero tuvo que probar el sabor de la derrota ante el Fútbol Club Barcelona.
La tercera temporada que pasó en el Old Trafford fue la más llamativa, ya que una sobreabundancia de asistencias llevó al United hasta el umbral del título número veinte de la liga, y su excelencia personal fue recompensada: arrasó en la entrega de premios de final de temporada del club, donde obtuvo los premios al jugador del año que eligen los aficionados y los jugadores, así como también el premio al mejor gol de la temporada. La partida de Michael Owen en verano de 2012 le brindó a Antonio la oportunidad de heredar la famosa camiseta número 7 de los Rojos, lo que le permitió al ecuatoriano dar un gran salto hacia la popularidad.

#### Temporada 2013-14
Después de una temporada indiferente 2012-13 llevando la camisa número 7, Valencia volvió a su camisa número 25. Valencia comenzó la temporada con un gol contra el Sevilla FC en el testimonio de Rio Ferdinand en Old Trafford en una derrota por 3-1 el 9 de agosto de 2013. Valencia apareció posteriormente en el Community Shield contra Wigan entrando como sustituto de Wilfried Zaha en el minuto 62. Valencia comenzó la campaña de la Liga de Campeones con un gol contra el Bayer Leverkusen, el cuarto en una victoria en casa por 4-2, además de darle a Robin van Persie una asistencia para el primero en esa noche del 18 de septiembre de 2013.
Valencia consiguió su primer gol de la temporada en la Premier League contra el Fulham el 2 de noviembre de 2013, el primero en un triunfo por 3-1. El Valencia anotó el primer gol en la victoria de visitante por 5-0 ante el Bayer Leverkusen en la fase de grupos de la Liga de Campeones el 27 de noviembre de 2013. El 11 de enero de 2014, el Valencia anotó a los 47 minutos contra Swansea City en la victoria como locales 2 a 0. El 21 de junio de 2014, Valencia firmó una prórroga de contrato de tres años, que incluyó una opción para ampliar el acuerdo hasta junio de 2018.

#### Temporada 2014-15
El 24 de agosto juega su primer partido en el empate a un gol como visitantes en Sunderland. El 23 de enero de 2015 debuta en la FA Cup en el empate a cero goles en su visita al Cambridge United. Juega 32 partido por Premier League en la temporada y tres por la FA Cup.

#### Temporada 2015-16
Desde la llegada del holandés Louis van Gaal, Valencia juega de lateral derecho, actualmente ya pasó las 45 asistencias, pasando a leyendas como Paul Scholes, es un jugador demasiado veloz.
El 25 de octubre de 2015, Valencia sufrió una lesión en el pie en un empate 0-0 con el Manchester City, que requeriría cirugía y lo descartaría por lo menos durante cuatro meses, jugó pocos partidos en la temporada debido a la operación, pero poco a poco en las últimas jornadas retornó a la titularidad y se ganó el puesto, teniendo críticas muy positivas y dando varias asistencias para goles, comentan que se asocia mucho en el juego con Wayne Rooney, ya que este siempre lo busca para elaborar jugadas de peligro en el arco contrario.
Gracias a toda su trayectoria y actuaciones en el Manchester United, José Mourinho le cedió la capitanía frente a un amistoso contra su exequipo el Wigan.

#### Temporada 2016-17

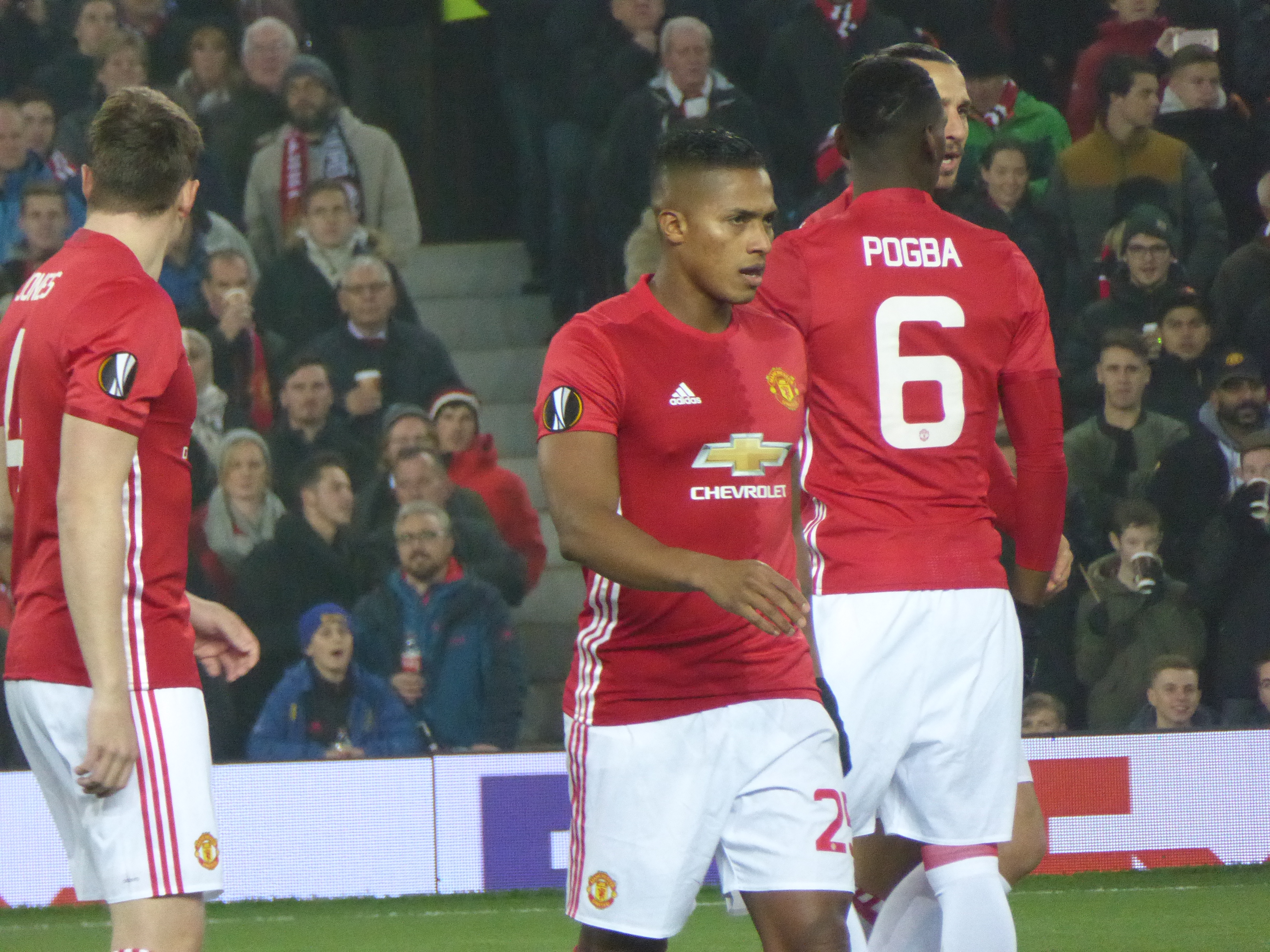
Toño en un partido por la Europa League 2016-17.

La temporada 2016-17 ha sido el resurgimiento del Toño, teniendo una destacada actuación en todos sus partidos, recibiendo muchos elogios por parte de la afición "red". Se ha convertido en una pieza clave para el esquema de Mourinho y elevando su popularidad en los diablos rojos, en el campeonato actual, ha sido designado "Man of the Match" en 5 ocasiones, la última en la victoria 3 a 1 contra el Sunderland el 26 de diciembre, en el "Boxing Day".
Es uno de los pilares dentro del esquema del portugués, que elogia su velocidad y entrega en el campo. El 15 de enero, completó un total de 50 asistencias, en el partido frente al Liverpool en el empate 1-1. El 26 de febrero consigue su noveno título con la casaca de los Diablos Rojos, obteniendo la Football League Cup jugando los 90 minutos y teniendo una destacada actuación. Manchester United lanzó una prórroga de un año en el contrato de Valencia el 17 de enero de 2017, manteniéndolo en el club hasta 2018.
El 4 de marzo consigue su primer "Man of the Match" del mes, en el empate 1- 1 frente al Bournemouth, esta temporada Toño ha conseguido esta distinción en varias ocasiones, en este partido le dio la asistencia a Marcos Rojo para el tanto de los rojos de United. El 19 de marzo Valencia hizo su aparición de la 200.ª liga contra Middlesbrough, en el mismo partido que anotó frente a Víctor Valdés para completar una victoria por 3-1. En esta temporada, sus compañeros lo eligieron como el mejor jugador del año.
Ganó el premio al mejor jugador de la temporada elegido por sus compañeros y además levantó la UEFA Europa League 2016-17 y es el primer ecuatoriano en la historia que gana un torneo continental de clubes a nivel europeo.

#### Temporada 2017-18

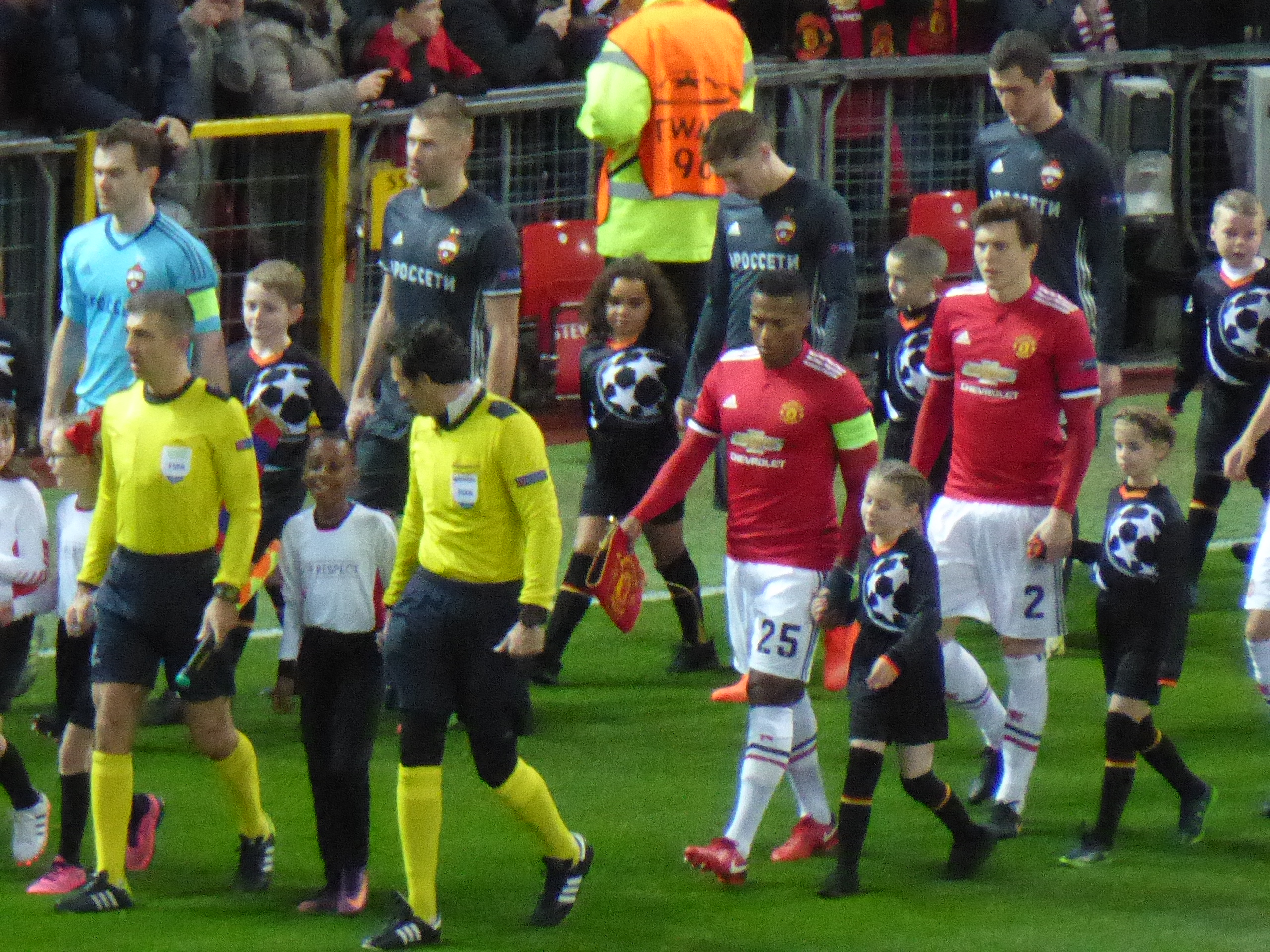
Antonio Valencia con la cinta de capitán, antes de un partido de la UEFA Champions League 2017-18 frente al CSKA Moscow.

Debuta el 13 de agosto en la goleada 4 por 0 sobre el West Ham United siendo el capitán del equipo. El 12 de septiembre juega como titular en la primera fecha de la Champions League contra el Basilea goleándolo 3 por 0. Marca su primer gol el 17 de septiembre en la goleada 4 por 0 sobre Everton FC, vuelve y marca el 2 de diciembre en la victoria 3 a 1 como visitantes contra el Arsenal FC. Su primer gol del 2018 lo hace el 15 de enero en la goleada 3 por 0 sobre el Stoke City. En la Champions League llegan hasta los octavos de final donde caen eliminados a manos del Sevilla FC de España luego de perder 1-2 en Mánchester. Al final de la temporada quedan subcampeones de la Premier League 2017-18 a 19 puntos del Manchester City.

Hizo el mejor gol del año de su equipo y el quinto mejor gol del año para la cadena ESPN, fue el gol hecho en el 4-0 sobre el Everton FC. Además fue el capitán del club por casi toda la temporada.

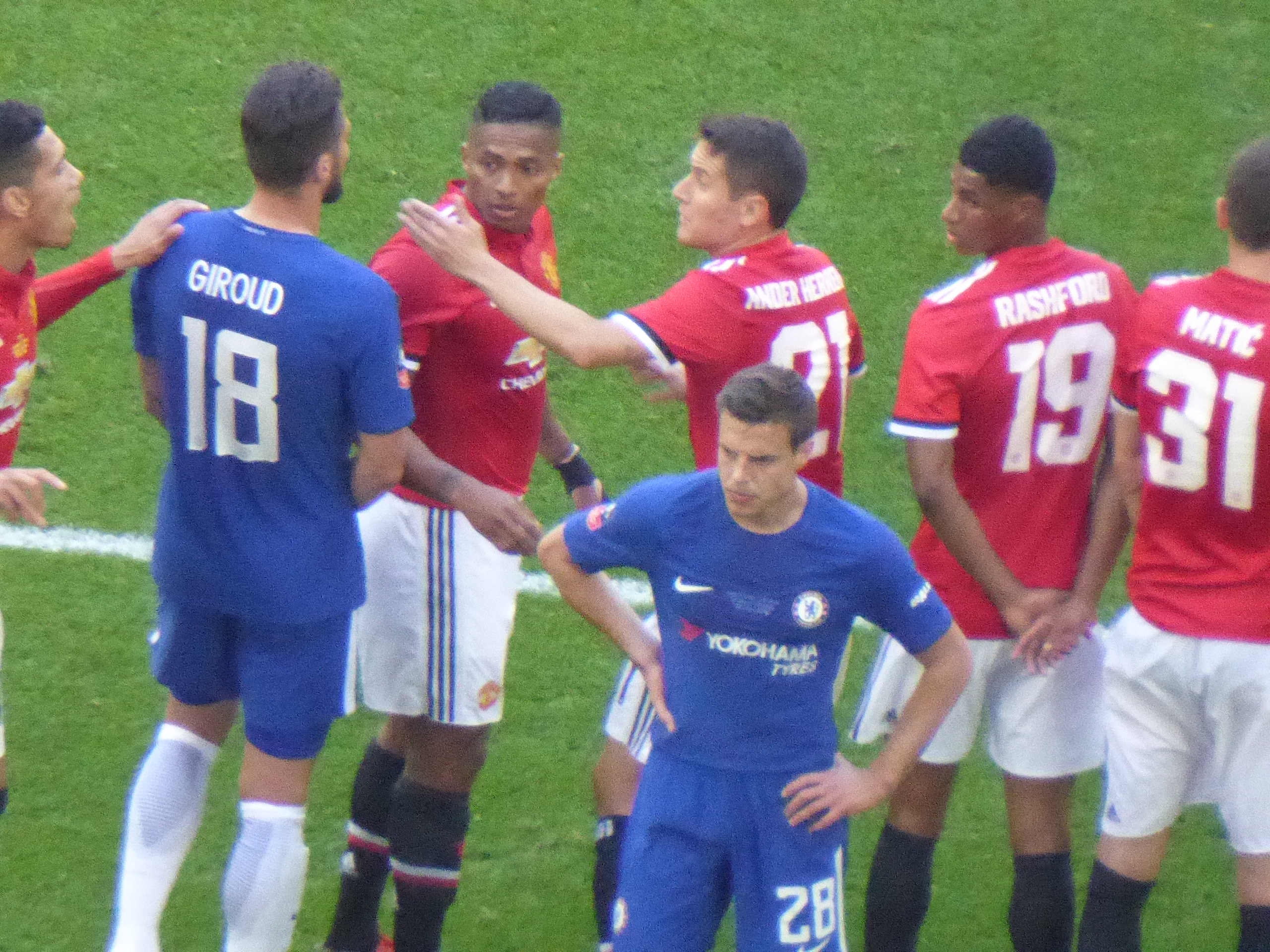
Toño Valencia durante la final de la FA Cup 2018 contra el Chelsea.

#### Temporada 2018-19
El 27 de agosto debutó como titular en la dura caída como locales 0-3 contra el Tottenham Hotspur. El 2 de octubre juega su primer partido en la Champions League en el empate a cero goles contra Valencia CF. Pasando las semanas, Antonio Valencia dejó de contar para el técnico Noruego, condenándolo al banquillo.

### Liga Deportiva Universitaria
El 28 de junio de 2019 se confirma su regreso a Ecuador después de 14 años, donde ficha por la Liga Deportiva Universitaria de la Serie A, firmando por dos años con opción a uno más. Debuta el 18 de julio en la victoria por la mínima sobre América de Quito jugando todo el partido. Su primer encuentro internacional en América lo hace el 23 de julio en la victoria 3 a 1 sobre el Club Olimpia de Paraguay por la ida de los octavos de final de la Copa Libertadores 2019, al final el equipo albo pasó a cuartos de final con un global de 4-2, además de dar su primera asistencia con el club.
El 16 de noviembre conquistó la primera edición de la Copa Ecuador con el conjunto blanco siendo su primer título con Liga de Quito.
El 23 de noviembre de 2019 anotaria su único gol con el conjunto albo en la derrota frente a la Universidad Católica 2-3, pero los azucenas eliminarian al trencito azul en un global de 4-3 en los playoffs por la Liga Pro 2019.
El 1 de febrero de 2020 levantó la primera edición de la Supercopa Ecuador donde Liga de Quito venció en penales 5-4 al Delfín SC empatando en los 90 minutos 1-1, siendo así su segundo y último título con el club capitalino. El 4 de julio de 2020 se anunció su salida del conjunto albo, después de que ambas partes decidieran poner fin a su relación contractual. Esto debido a la complicada situación económica atravesada por la pandemia de covid-19.

### Querétaro Futbol Club
Tras varios meses como jugador libre, el 1 de enero del 2021 se oficializó su llegada al Querétaro Futbol Club. Sería elegido capitán de los gallos y debutaría el 10 de enero del 2021, en la derrota 3-1 frente al Deportivo Toluca FC. Marcó su primer y único gol en la victoria 3-1 frente al Pachuca. El 10 de mayo dejaría el club después de que finalizara su contrato y no renovara con los gallos.

### Retiro
El 12 de mayo de 2021 anunció su retiro del futbol profesional, esto después de reconocer que no se encontraba al 100% a causa de una molestia física. 

Es una decisión dura porque me siento mentalmente bien, pero hay algo que no está bien en el cuerpo, mi rodilla. Es triste.
Antonio Valencia, Rueda de prensa virtual

'

## Selección nacional

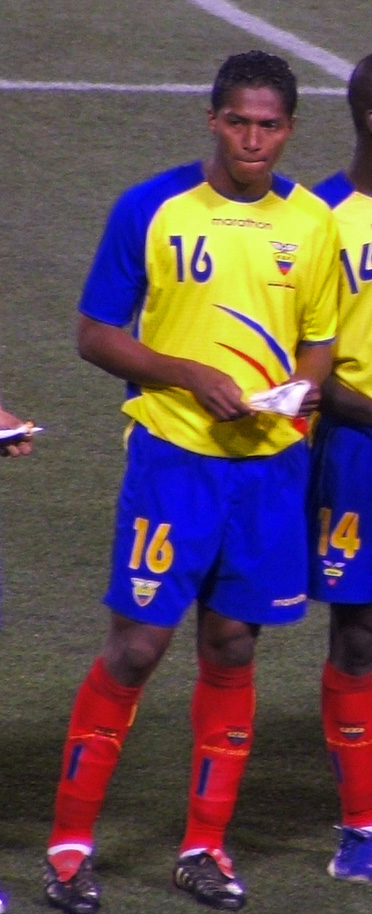
Antonio en un amistoso internacional frente a Colombia en 2006.

Hizo su debut internacional en Ecuador en el 2004. El 27 de marzo de 2005, marcó sus dos primeros goles internacionales, llegando a una victoria por 5-2 en la clasificación a la Copa del Mundo contra Paraguay. Tres días después anotó nuevamente en un partido de clasificación, esta vez compensando en 2-2 a selección de Perú. Valencia jugó en todos los partidos de la Copa Mundial de la FIFA 2006 defendiendo a Ecuador y fue elegido como candidato para el equipo ideal de la FIFA, que reconoce a las mejores estrellas por cada posición en la Copa del Mundo. También fue seleccionado como uno de los seis candidatos potenciales para el premio Gillette Mejor Jugador Joven. Un correo electrónico ampliamente difundido en Inglaterra alentó votos para el Valencia, en un intento por evitar que Cristiano Ronaldo ganara. Valencia terminó recibiendo el mayor número de votos en la encuesta en línea, pero como el ganador del premio está determinado por una combinación del voto de los aficionados y un panel de jueces, el premio fue entregado finalmente a Lukas Podolski.
El 27 de junio de 2007, Valencia anotó el primer gol de Ecuador en su campaña de la Copa América 2007, pero finalmente perdió el partido por 3-2 ante Chile y terminó el torneo de fondo de su grupo. Valencia recibió su primera tarjeta roja para Ecuador el 12 de octubre de 2008, durante una victoria por 1-0 sobre Chile en una eliminatoria de la Copa del Mundo. El 9 de septiembre de 2009, Antonio Valencia anotó su primer gol de clasificación para la Copa del Mundo, anotando una victoria por 3-1 sobre Bolivia. El 10 de octubre de 2009, anotó para el segundo clasificado en fila, esta vez compensando el único gol de Ecuador en una derrota 2-1 a manos de Uruguay.

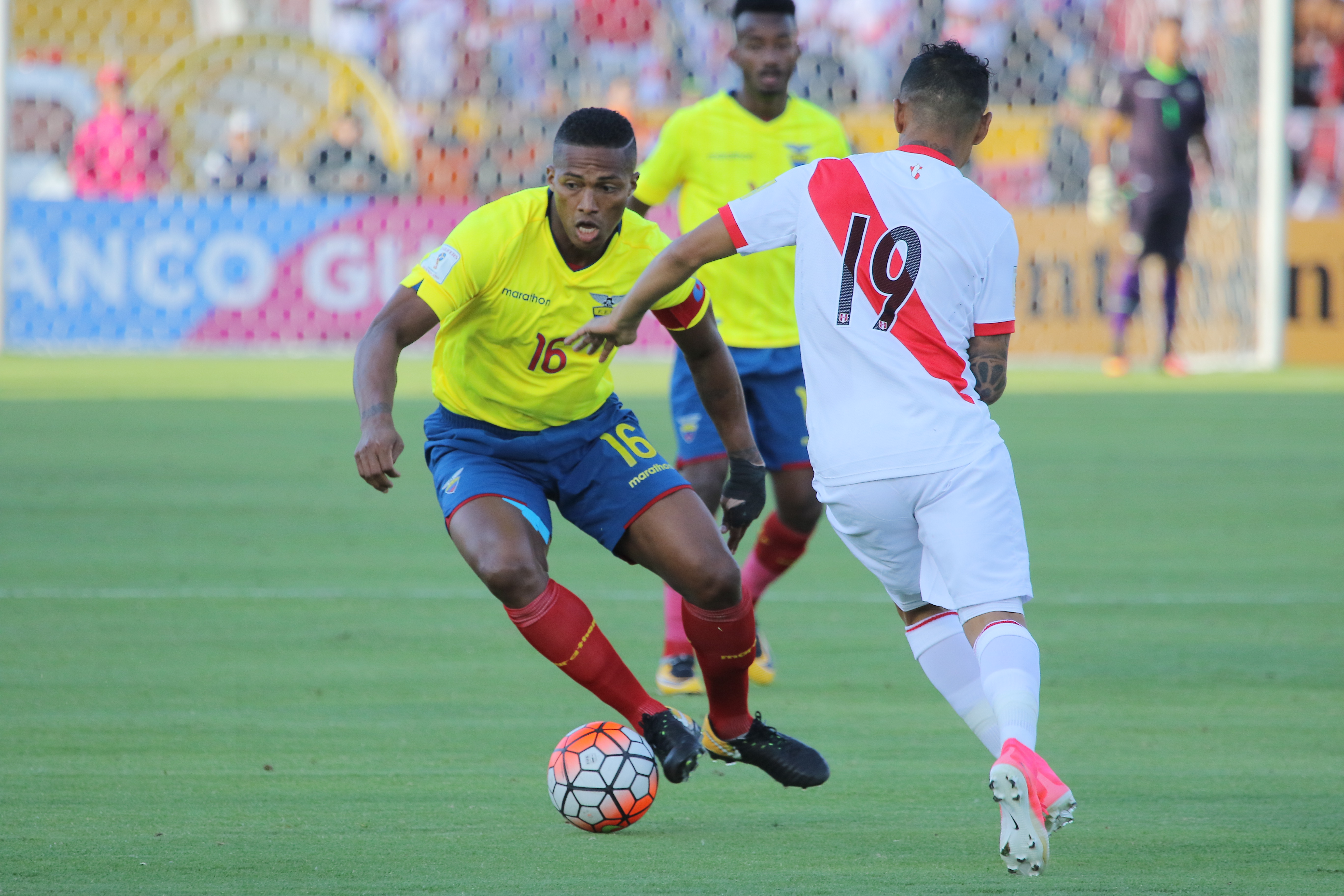
Antonio en 2017 frente a Perú.

El 3 de julio de 2011, en un partido contra Paraguay en la Copa América 2011, sufrió un esguince en el tobillo izquierdo y fue forzado a abandonar en el descanso.
En junio de 2014, Valencia fue nombrado en la plantilla de Ecuador para la Copa Mundial de la FIFA 2014. En un partido de preparación, capitaneó al equipo a un empate 2-2 con Inglaterra en el estadio de la vida del sol en Miami. Durante el partido, Raheem Sterling lo incriminó y respondió empujando a Sterling y agarrándolo por la garganta. El árbitro Jair Marrufo decidió expulsar tanto a Valencia como Sterling. Valencia más tarde se disculpó por su reacción. Valencia capitaneó a La Tri durante sus tres partidos en la Copa Mundial y fue expulsado por una falta contra Lucas Digne en su último partido contra Francia, un empate sin goles en el Estadio Maracanã que vio a su equipo eliminado.
Valencia se perdió la Copa América 2015 en Chile debido a una cirugía urgente de tobillo. Fue seleccionado en la escuadra de Ecuador para la Copa América Centenario 2016 y el 12 de junio de 2016 anotó en la victoria por 4-0 de Ecuador sobre Haití en el MetLife Stadium.

Sería seleccionado en la lista final para la Copa América 2019 en Brasil, donde sería el referente del equipo, al final caen en la primera fase al no ganar ningún partido. Posterior a la eliminación, presuntamente participó en una fiesta en la habitación en donde se hospedaba (caso Piso 17), motivo por el cual fue blanco de críticas, involucrando a 5 compañeros más (Robert Arboleda, Alexander Domínguez, José Quintero, Ayrton Preciado y Arturo Mina), después al finalizar la Copa América anunció su retiro de la selección.

### Participaciones en sudamericanos
| Campeonato                  | Sede     | Resultado    | Partidos | Goles |
| --------------------------- | -------- | ------------ | -------- | ----- |
| Sudamericano Sub-20 de 2005 | Colombia | Primera fase | 4        | 2     |

### Eliminatorias Mundialistas
| Torneo            | Sede            | Resultado      | Partidos | Goles |
| ----------------- | --------------- | -------------- | -------- | ----- |
| Eliminatoria 2006 | América del Sur | Clasificado    | 7        | 3     |
| Eliminatoria 2010 | América del Sur | No clasificado | 11       | 2     |
| Eliminatoria 2014 | América del Sur | Clasificado    | 15       | 0     |
| Eliminatoria 2018 | América del Sur | No clasificado | 12       | 1     |

### Participaciones en Copas del Mundo
| Mundial              | Sede     | Resultado        | Partidos | Goles |
| -------------------- | -------- | ---------------- | -------- | ----- |
| Copa Mundial de 2006 | Alemania | Octavos de final | 4        | 0     |
| Copa Mundial de 2014 | Brasil   | Primera fase     | 3        | 0     |

### Participaciones en Copa América
| Copa              | Sede           | Resultado        | Partidos | Goles |
| ----------------- | -------------- | ---------------- | -------- | ----- |
| Copa América 2007 | Venezuela      | Primera fase     | 3        | 1     |
| Copa América 2011 | Argentina      | Primera fase     | 1        | 0     |
| Copa América 2016 | Estados Unidos | Cuartos de final | 4        | 1     |
| Copa América 2019 | Brasil         | Primera fase     | 3        | 0     |

### Goles internacionales
| \| N.° \| Fecha \| Lugar \| Rival \| Gol \| Resultado \| Competición \| \| --- \| ----------------------- \| -------------------------------------- \| -------- \| --- \| --------- \| -------------------------- \| \| 1. \| 27 de marzo de 2005 \| Olímpico Atahualpa, Quito \| Paraguay \| 1-2 \| 5–2 \| Eliminatorias Mundial 2006 \| \| 2. \| 27 de marzo de 2005 \| Olímpico Atahualpa, Quito \| Paraguay \| 4-2 \| 5–2 \| Eliminatorias Mundial 2006 \| \| 3. \| 30 de marzo de 2005 \| Estadio Nacional, Lima \| Perú \| 2-1 \| 2–2 \| Eliminatorias Mundial 2006 \| \| 4. \| 27 de junio de 2007 \| Polideportivo Cachamay, Ciudad Guayana \| Chile \| 1-0 \| 2–3 \| Copa América 2007 \| \| 5. \| 9 de septiembre de 2009 \| Hernando Siles, La Paz \| Bolivia \| 2-0 \| 3–1 \| Eliminatorias Mundial 2010 \| \| 6. \| 10 de octubre de 2009 \| Olímpico Atahualpa, Quito \| Uruguay \| 1-0 \| 1–2 \| Eliminatorias Mundial 2010 \| \| 7. \| 6 de febrero de 2013 \| Dom Afonso Henriques, Guimarães \| Portugal \| 1-0 \| 3–2 \| Amistoso \| \| 8. \| 29 de mayo de 2013 \| FAU Stadium, Boca Raton \| Alemania \| 1-4 \| 2–4 \| Amistoso \| \| 9. \| 12 de junio de 2016 \| MetLife Stadium, East Rutherford \| Haití \| 4-0 \| 4–0 \| Copa América 2016 \| \| 10. \| 6 de octubre de 2016 \| Olímpico Atahualpa, Quito \| Chile \| 1-0 \| 3–0 \| Eliminatorias Mundial 2018 \| \| 11. \| 15 de noviembre de 2018 \| Estadio Nacional, Lima \| Perú \| 1-0 \| 2–0 \| Amistoso \| |                         |                                        |          |     |           |                            |
| N.° | Fecha                   | Lugar                                  | Rival    | Gol | Resultado | Competición                |
| 1. | 27 de marzo de 2005     | Olímpico Atahualpa, Quito              | Paraguay | 1-2 | 5–2       | Eliminatorias Mundial 2006 |
| 2. | 27 de marzo de 2005     | Olímpico Atahualpa, Quito              | Paraguay | 4-2 | 5–2       | Eliminatorias Mundial 2006 |
| 3. | 30 de marzo de 2005     | Estadio Nacional, Lima                 | Perú     | 2-1 | 2–2       | Eliminatorias Mundial 2006 |
| 4. | 27 de junio de 2007     | Polideportivo Cachamay, Ciudad Guayana | Chile    | 1-0 | 2–3       | Copa América 2007          |
| 5. | 9 de septiembre de 2009 | Hernando Siles, La Paz                 | Bolivia  | 2-0 | 3–1       | Eliminatorias Mundial 2010 |
| 6. | 10 de octubre de 2009   | Olímpico Atahualpa, Quito              | Uruguay  | 1-0 | 1–2       | Eliminatorias Mundial 2010 |
| 7. | 6 de febrero de 2013    | Dom Afonso Henriques, Guimarães        | Portugal | 1-0 | 3–2       | Amistoso                   |
| 8. | 29 de mayo de 2013      | FAU Stadium, Boca Raton                | Alemania | 1-4 | 2–4       | Amistoso                   |
| 9. | 12 de junio de 2016     | MetLife Stadium, East Rutherford       | Haití    | 4-0 | 4–0       | Copa América 2016          |
| 10. | 6 de octubre de 2016    | Olímpico Atahualpa, Quito              | Chile    | 1-0 | 3–0       | Eliminatorias Mundial 2018 |
| 11. | 15 de noviembre de 2018 | Estadio Nacional, Lima                 | Perú     | 1-0 | 2–0       | Amistoso                   |

## Estadísticas
| Club                           | Temporada           | Liga  | Liga  | Liga   | Copa nacional | Copa nacional | Copa nacional | Copa internacional | Copa internacional | Copa internacional | Total | Total | Total  | Prom. · |
| Club                           | Temporada           | Part. | Goles | Asist. | Part.         | Goles         | Asist.        | Part.              | Goles              | Asist.             | Part. | Goles | Asist. | Prom. · |
| ------------------------------ | ------------------- | ----- | ----- | ------ | ------------- | ------------- | ------------- | ------------------ | ------------------ | ------------------ | ----- | ----- | ------ | ------- |
| El Nacional · Ecuador          | 2003                | 29    | 3     | 0      | 0             | 0             | 0             | -                  | -                  | -                  | 29    | 3     | 0      | 0,10    |
| El Nacional · Ecuador          | 2004                | 41    | 5     | 0      | 0             | 0             | 0             | 4                  | 0                  | 0                  | 45    | 5     | 0      | 0,11    |
| El Nacional · Ecuador          | 2005                | 14    | 4     | 0      | 0             | 0             | 0             | -                  | -                  | -                  | 14    | 4     | 0      | 0,29    |
| El Nacional · Ecuador          | Total club          | 84    | 12    | 0      | 0             | 0             | 0             | 4                  | 0                  | 0                  | 88    | 12    | 0      | 0,14    |
| Villarreal CF · España         | 2005-06             | 2     | 0     | 0      | 0             | 0             | 0             | -                  | -                  | -                  | 2     | 0     | 0      | 0,00    |
| Villarreal CF · España         | Total club          | 2     | 0     | 0      | 0             | 0             | 0             | 0                  | 0                  | 0                  | 2     | 0     | 0      | 0,00    |
| Recreativo de Huelva · España  | 2005-06             | 12    | 0     | 0      | 0             | 0             | 0             | -                  | -                  | -                  | 12    | 0     | 0      | 0,00    |
| Recreativo de Huelva · España  | Total club          | 12    | 0     | 0      | 0             | 0             | 0             | 0                  | 0                  | 0                  | 12    | 0     | 0      | 0,00    |
| Wigan Athletic Inglaterra      | 2006-07             | 22    | 1     | 1      | 0             | 0             | 0             | -                  | -                  | -                  | 22    | 1     | 1      | 0,05    |
| Wigan Athletic Inglaterra      | 2007-08             | 31    | 3     | 4      | 1             | 0             | 0             | -                  | -                  | -                  | 32    | 3     | 4      | 0,09    |
| Wigan Athletic Inglaterra      | 2008-09             | 31    | 3     | 5      | 4             | 0             | 1             | -                  | -                  | -                  | 35    | 3     | 6      | 0,09    |
| Wigan Athletic Inglaterra      | Total club          | 84    | 7     | 10     | 5             | 0             | 1             | 0                  | 0                  | 0                  | 89    | 7     | 11     | 0,08    |
| Manchester United Inglaterra   | 2009-10             | 34    | 5     | 9      | 6             | 0             | 1             | 9                  | 2                  | 3                  | 49    | 7     | 13     | 0,14    |
| Manchester United Inglaterra   | 2010-11             | 10    | 1     | 2      | 3             | 1             | 1             | 7                  | 1                  | 2                  | 20    | 3     | 5      | 0,15    |
| Manchester United Inglaterra   | 2011-12             | 27    | 4     | 13     | 5             | 1             | 1             | 6                  | 1                  | 1                  | 38    | 6     | 15     | 0,16    |
| Manchester United Inglaterra   | 2012-13             | 30    | 1     | 7      | 6             | 0             | 1             | 4                  | 0                  | 0                  | 40    | 1     | 8      | 0,03    |
| Manchester United Inglaterra   | 2013-14             | 29    | 2     | 3      | 5             | 0             | 0             | 10                 | 2                  | 2                  | 44    | 4     | 5      | 0,09    |
| Manchester United Inglaterra   | 2014-15             | 32    | 0     | 3      | 3             | 0             | 0             | -                  | -                  | -                  | 35    | 0     | 3      | 0,00    |
| Manchester United Inglaterra   | 2015-16             | 14    | 0     | 3      | 4             | 0             | 0             | 4                  | 0                  | 1                  | 21    | 0     | 4      | 0,00    |
| Manchester United Inglaterra   | 2016-17             | 28    | 1     | 3      | 6             | 0             | 2             | 9                  | 0                  | 1                  | 43    | 1     | 6      | 0,02    |
| Manchester United Inglaterra   | 2017-18             | 31    | 3     | 1      | 3             | 0             | 0             | 5                  | 0                  | 0                  | 39    | 3     | 1      | 0,08    |
| Manchester United Inglaterra   | 2018-19             | 6     | 0     | 0      | 0             | 0             | 0             | 3                  | 0                  | 0                  | 9     | 0     | 0      | 0,00    |
| Manchester United Inglaterra   | Total club          | 241   | 17    | 44     | 41            | 2             | 6             | 57                 | 6                  | 10                 | 339   | 25    | 60     | 0,07    |
| Liga de Quito · Ecuador        | 2019                | 16    | 1     | 1      | 5             | 0             | 1             | 4                  | 0                  | 1                  | 25    | 1     | 3      | 0,00    |
| Liga de Quito · Ecuador        | 2020                | 6     | 0     | 0      | 0             | 0             | 0             | 2                  | 0                  | 0                  | 8     | 0     | 0      | 0,00    |
| Liga de Quito · Ecuador        | Total club          | 22    | 1     | 1      | 0             | 0             | 0             | 6                  | 0                  | 1                  | 33    | 1     | 3      | 0,10    |
| Querétaro Futbol Club · México | 2021                | 15    | 1     | 1      | 0             | 0             | 0             | -                  | -                  | -                  | 15    | 1     | 1      | 0,06    |
| Querétaro Futbol Club · México | Total club          | 15    | 1     | 1      | 0             | 0             | 0             | 0                  | 0                  | 0                  | 15    | 1     | 1      | 0,06    |
| Total en su carrera            | Total en su carrera | 476   | 36    | 54     | 51            | 2             | 8             | 67                 | 6                  | 11                 | 591   | 45    | 76     | 0,07    |

## Palmarés

### Campeonatos nacionales
| Título               | Club                 | País       | Año     |
| -------------------- | -------------------- | ---------- | ------- |
| Serie A              | El Nacional          | Ecuador    | 2005    |
| Segunda División     | Recreativo de Huelva | España     | 2005/06 |
| Copa de la Liga      | Manchester United    | Inglaterra | 2009/10 |
| Community Shield     | Manchester United    | Inglaterra | 2010    |
| Premier League       | Manchester United    | Inglaterra | 2010/11 |
| Community Shield     | Manchester United    | Inglaterra | 2011    |
| Premier League       | Manchester United    | Inglaterra | 2012/13 |
| Community Shield     | Manchester United    | Inglaterra | 2013    |
| FA Cup               | Manchester United    | Inglaterra | 2015/16 |
| Community Shield     | Manchester United    | Inglaterra | 2016    |
| Copa de la Liga      | Manchester United    | Inglaterra | 2016/17 |
| Copa Ecuador         | Liga de Quito        | Ecuador    | 2018/19 |
| Supercopa de Ecuador | Liga de Quito        | Ecuador    | 2020    |

### Campeonatos internacionales
| Título                 | Club              | Sede  | Año     |
| ---------------------- | ----------------- | ----- | ------- |
| Liga Europa de la UEFA | Manchester United | Solna | 2016/17 |

### Distinciones individuales
| Distinción                                                                              | Año     |
| --------------------------------------------------------------------------------------- | ------- |
| Mejor jugador joven del Wigan                                                           | 2008    |
| Futbolista del Mes del Manchester United (noviembre)                                    | 2009    |
| Futbolista del Mes del Manchester United (diciembre)                                    | 2009    |
| Mejor jugador extranjero del Manchester United                                          | 2009    |
| Equipo ideal de la Premier League                                                       | 2009/10 |
| Futbolista del Mes del Manchester United (marzo)                                        | 2011    |
| Futbolista del Mes del Manchester United (enero)                                        | 2012    |
| Premio Jugador del año Sir Matt Busby                                                   | 2012/13 |
| Futbolistas más veloces del mundo por la FIFA                                           | 2013/14 |
| Futbolista del Mes del Manchester United (enero)                                        | 2015    |
| Futbolista del mes del Manchester United (diciembre)                                    | 2015    |
| Futbolista del mes del Manchester United (noviembre)                                    | 2016    |
| Futbolista del mes del Manchester United (enero)                                        | 2017    |
| Futbolista del Año del Manchester United                                                | 2016/17 |
| Equipo ideal de la UEFA Europa League                                                   | 2016/17 |
| Nominado al XI FIFPRO premios TheBest                                                   | 2017    |
| Mejor gol del año 2017 del Manchester United                                            | 2017    |
| Quinto lugar entre los mejores 100 goles del Año por ESPN                               | 2017    |
| Top 10 latinoamericanos Premier League (Galardón otorgado por la revista Four Four Two) | 2022    |